# 774

## Události

#### Probíhající události
- 772–804: Saské války

## Narození
- Heizei

## Hlava státu
- Papež – Hadrián I. (772–795)
- Byzantská říše – Konstantin V. Kopronymos (741–775)
- Franská říše – Karel I. Veliký (768–814)
- Anglie
  - Wessex – Cynewulf z Wessexu
  - Essex – Sigeric
  - Mercie – Offa (757–796)
- První bulharská říše – Telerig